# Mike Brant
Mike Brant, geboren als Moshé Michaël Brand, (Famagusta, Cyprus, 2 februari 1947 - Parijs, 25 april 1975) was een Israëlische zanger, die faam verkreeg toen hij naar Frankrijk verhuisde. In 1975 pleegde hij op het hoogtepunt van zijn carrière zelfmoord, door uit het raam van zijn appartement te springen.

## Biografie
Brants moeder was Bronia Rosenberg uit het Poolse Łódź, een overlevende van het concentratiekamp van Auschwitz. Na de oorlog trouwde ze met Fishel Brand uit Biłgoraj, die in het verzet zat tijdens de oorlog. Ze deden een aanvraag om te emigreren naar het Mandaatgebied Palestina, maar ze kregen eerst geen toestemming en gingen naar een vluchtelingenkamp in de Cypriotische havenstad Famagusta. Daar werd hun zoon geboren in februari 1947. In september van dat jaar kregen ze toestemming om naar Palestina te gaan en vertrokken naar Haifa. Ze vestigden zich daarna in een kibboets in Galilea. Moshe leerde pas op 6-jarige leeftijd spreken en wilde al vroeg een ster worden. Op 11-jarige leeftijd ging hij op zijn school bij het koor.
Op 17-jarige leeftijd werd hij leadzanger van The Chocolates, de band van zijn broer. Hoewel hij enkel Hebreeuws sprak, zong hij in het Engels en Frans. In 1965 veranderde hij zijn naam Moshe in Mike, omdat dit internationaler klonk. Impresario Jonatan Karmon ontdekte hem en ging een jaar met hem op tournee door de Verenigde Staten en Zuid-Afrika.
In mei 1969 trad hij op in het Hilton Hotel in Teheran. De Franse zangeres Sylvie Vartan trad daar ook op en was onder de indruk van Brant en drong er bij hem op aan om naar Parijs te komen. In juli 1969 kwam hij in Parijs aan. Pas na tien dagen vond hij Vartan en zij stelde hem voor aan Jean Renaud, die een ster gemaakt had van Johnny Hallyday. Op verzoek van Renaud veranderde hij zijn familienaam van Brand in Brant. Zijn eerste lied Laisse-moi t'aimer werd meteen een grote hit.
Met het lied Mais dans la lumière vertegenwoordigde hij in 1970 Frankrijk in de radiowedstrijd Grand Prix RTL International die over heel Europa uitgezonden werd. Hij won deze wedstrijd en kreeg nog verscheidene hits. Zijn eerste album Disque d'or ging miljoenen keren over de toonbank.

## Laatste jaren
In 1971 had Brant een auto-ongeval. Hij was niet zwaargewond, maar zijn manager smeerde de zaak breed uit in de media om extra aandacht te krijgen. Tegen 1973 gaf hij 250 concerten per jaar, waaronder in oktober voor Israëlische frontsoldaten tijdens de Jom Kipoeroorlog. Hij leed aan een depressie en op 22 november 1974 probeerde hij zelfmoord te plegen door uit het raam van zijn managers hotelkamer in Genève te springen. Hij overleefde de sprong maar hield er wel verwondingen aan over. Hij schroefde zijn aantal optredens terug en concentreerde zich op zijn nieuw album Dis-lui. Op 25 april 1975, de dag dat zijn nieuwe album verscheen, pleegde hij zelfmoord. Brant werd 28 jaar en ligt begraven in Haifa.

## Liedjes
- 1970 : Laisse moi t'aimer
- 1970 : Mais dans la lumière
- 1970 : Parce que je t'aime plus que moi
- 1971 : À corps perdu
- 1972 : Qui saura ?
- 1972 : She's my life
- 1972 : Qui à tort ?
- 1972 : C'est ma prière
- 1972 : Sans amis
- 1973 : C'est une belle fête
- 1973 : Das Ist Mein Lied
- 1973 : Rien qu'une larme
- 1973 : Toi, mon enfant
- 1973 : Tout donné, tout repris
- 1973 : Viens ce soir
- 1974 : On se retrouve par hasard
- 1974 : Attendez
- 1974 : Serre les poings et bats-toi
- 1974 : Qui pourra te dire ?
- 1974 : C'est comme ça que je t'aime
- 1974 : Toutes les couleurs
- 1975 : Dis-lui

- Bibliothèque nationale de France: cb13891811x (data)
- Gemeinsame Normdatei: 11895945X
- International Standard Name Identifier: 0000 0000 7980 8838
- Library of Congress Control Number: nr91008088
- MusicBrainz: cc02cf2c-4d1b-419f-ae12-92e559a62518
- Nationale Bibliotheek van Israël: 987007259187605171
- Nederlandse Thesaurus van Auteursnamen: 073683736
- SNAC: w6xg9xrg
- Système universitaire de documentation: 07805107X
- Virtual International Authority File: 195448
- WorldCat: E39PBJccc4rGBHvdtVv87WXPQq